# Armand Blanc
Armand Blanc est un footballeur français des années 1920. Il évolue au poste de gardien de but.

## Carrière
Il joue pendant sa carrière au Cercle athlétique de Paris, club avec lequel il devient finaliste de la Coupe de France 1928 en perdant la finale 3-1 contre le Red Star. Dépité, Armand Blanc glisse au président de la République Gaston Doumergue à l'issue de la rencontre : « En sport comme en politique, les Rouges sont battus ».